# Равни Жакан
Равни Жакан је ненасељено острвце у хрватском дијелу Јадранског мора. Налази се у Корнатском архипелагу. Његова површина износи 0,299 km². Дужина обалске линије износи 2,97 km.